# Молина, Моника
Моника Молина Техедор (исп. Mónica Molina Tejedor; р. 24 января 1967, Мадрид) — испанская певица и актриса, представительница известной актерской семьи.
Седьмая из восьми детей актера и певца Антонио Молины и Анхелы Техедор, сестра Анхелы, Паолы и Мигеля Молины.
Как киноактриса впервые снялась в 1986 в эпизодах в фильмах «Половина неба» Мануэля Гутьерреса Арагона и «Путешествие в никуда» Фернандо Фернана Гомеса. В 1993 играла в картине Хулио Медема «Рыжая белка». В 1995 дебютировала в театре в постановке по пьесе Оскара Уайлда «Как важно быть серьезным». В 1998 вместе с Анхелой Молиной снималась в ситкоме «Сестры», после чего, в основном, выступала как певица, исполняя песни, написанные её младшим братом Ноэлем.
Первый альбом, Tu despedida, вышедший в 1999, стал золотым, второй, Vuela (2001), сочетавший песни в стиле болеро, баллад и португальских фаду, имел еще больший успех, став платиновым, и принеся певице в 2002 номинации на Латинскую Грэмми за лучший альбом, и испанскую Music Awards как лучшему молодому артисту.
Исполняла основные песни в телесериале «Любовь в смутные времена», а четвертом сезоне которого сыграла роль знаменитой певицы.
В 2012 выпустила альбом Mar blanca, в котором исполнила несколько песен, сделавших знаменитым её отца.
От связи с актером Хосе Коронадо имеет дочь Канделу (р. 2.12.2002).

## Дискография
- Tu despedida (1999)
- Vuela (2001)
- De cal y arena (2003)
- A vida (2006)
- Autorretrato (2007)
- Mar blanca (en memoria de Antonio Molina) (2012)

## Фильмография
- Путешествие в никуда / El viaje a ninguna parte (1986)
- Половина неба / La mitad del cielo (1986)
- Городской материал / Material urbano (1987)
- Храбрый портняжка / Sedem jednou ranou (1988)
- Марди Гра / Martes de Carnaval (1991)
- Amor en off (1992)
- Большое сердце / Demasiado corazón (1992)
- Чёрный свет / Luz negra (1992)
- Рыжая белка / La ardilla roja (1993)
- Пляска духов / El baile de las ánimas (1994)
- На небе, как и на земле / Así en el cielo como en la tierra (1995)
- Бельмонте / Belmonte (1995)
- Сёстры / Hermanas (1998), телесериал
- Папа / Papá (2001), телесериал
- Любовь в смутные времена / Amar en tiempos revueltos (2008—2009), телесериал